# Île Aziak
L'île Aziak (également Azki, Azlak, Azik et Azaiken ; en russe : Азиак)  est une île inhabitée du groupe des îles Andreanof appartenant aux îles Aléoutiennes en Alaska (États-Unis).
Le toponyme Aziak dérive de l'aléoute ha-azax signifiant « dix ».